# Richard Lindner, Rauchwaren-Zurichterei und -Färberei

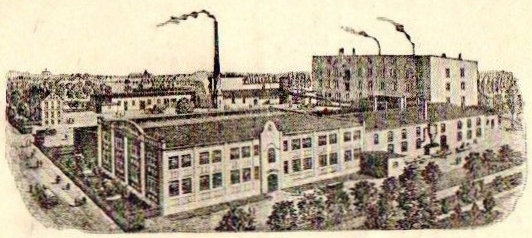
Das Werk Richard Lindner in Rötha

Das ehemalige, am 1. April 1883 gegründete Pelzveredlungs-Unternehmen Richard Lindner, Rauchwaren-Zurichterei und -Färberei, hatte seinen ursprünglichen Firmensitz und die Produktionsstätte im sächsischen Rötha. Gegründet wurde es von dem Rauchwarenhändler Carl Friedrich Theodor Lindner († 2. November 1909) unter der ebenfalls weitergeführten Firmenbezeichnung „C. F. Th. Lindner“. Wie fast alle der größeren Pelzveredler hatte auch Lindner ein Büro mit Annahmestelle im Welt-Pelzhandelszentrum des Leipziger Brühl.
Das Spezialgebiet des Unternehmens war die Schwarz-Färberei, hauptsächlich von Lammfellen. Das Färben mit Blauholzfarben hatte es zum „höchsten Grad der Vollendung“ entwickelt. Die Unternehmen Lindner gehörten mit zu den ersten deutschen Pelzveredlungsbetrieben, denen es in der Zeit des Ersten Weltkrieges (1914 bis 1918) gelang, ein den französischen und belgischen tiefschwarzen Kaninfellen gleichwertiges bis besseres Produkt herzustellen. Im Jahr 1928 hieß es: „Wie Richard Lindner als erste Färberei vor vielen Jahren die jetzt allgemein angewendeten Ursolfarbstoffe einführte, so erschien die Fa. auch in den Inflationsjahren bahnbrechend. [...] Als erste Färberei färbte Richard Lindner Zickel auf die weltbekannten neuen Farben und schuf somit den neuen preiswerten Artikel Kid.“

## Allgemein
Der Leipziger Brühl hatte bis zum Zweiten Weltkrieg den Ruf als „Weltstraße der Pelze“. Er war die bedeutendste Straße der Stadt. Einige Zeit erwirtschafteten die dort ansässigen Unternehmen der Rauchwarenbranche den größten Anteil der Steuereinnahmen Leipzigs. Um Leipzig herum hatten sich außerdem produzierende Gewerbe der Pelzbranche angesiedelt, vor allem Rauchwarenzurichtereien, die Pelzfelle gerbenden Betriebe. In der Umgebung von Leipzig befanden sich Anfang des 20. Jahrhunderts fast 50 Pelzzurichtereien. Allein in Rötha gab es später rund 35 Kürschner und Zuricht- und Veredlungsbetriebe.
Mit der Machtübernahme durch die Nationalsozialisten im Jahr 1933 verlor der Brühl einen Teil seiner Weltgeltung. Die Pelzgroßhandelsunternehmen hatten, anders als die Pelzzurichtereien, überwiegend jüdische Inhaber, die ihre Betriebe jetzt aufgeben mussten oder ins Ausland verlegten und sich dort zum Handelsboykott gegen Deutschland verpflichteten. Mit ihnen gingen die meisten internationalen Geschäftsverbindungen verloren, der Zweite Weltkrieg (1939–1945) brachte, bis auf die Wehrmachtsaufträge, einen weiteren Abschwung. Nach Ende des Krieges verließen die meisten Firmeninhaber den sowjetisch besetzten Teil Deutschlands, da sie in der sozialistischen DDR mit ihren Unternehmensenteignungen für sich keine Zukunft mehr sahen. In Frankfurt am Main bildete sich für einige Jahrzehnte mit dem Pelzhandelszentrum Niddastraße ein neuer Pelzhandelsschwerpunkt, in seiner Weltbedeutung dem Brühl vergleichbar.
Die Pelzzurichtereien und Pelzfärbereien waren auf Grund ihrer Betriebsstruktur eigentlich nicht zu verlagern. Einige große Unternehmen gründeten sich zusätzlich neu in der Bundesrepublik; für die Pelzzurichtung bildete sich jedoch kein, auch nur annähernd mit Leipzig vergleichbares Zentrum. Soweit die Ursprungsbetriebe des Pelzhandels in der DDR nicht aufgegeben wurden, gingen sie zusammen mit den meisten übrigen Pelzveredlungsstätten in staatliche oder halbstaatliche Betriebsformen über.

## Firmengeschichten
Bereits 1897 werden für den Leipziger Raum als größere Rauchwarenfärbereien für fremde Rechnung zwei Unternehmen der Familie Lindner genannt: Die Rauchwarenfärberei C. F. Th. Lindner in Rötha, sowie Richard Lindner in Wahren als Spezialist für Phantasiefarben (Skunks, Opossum etc.).

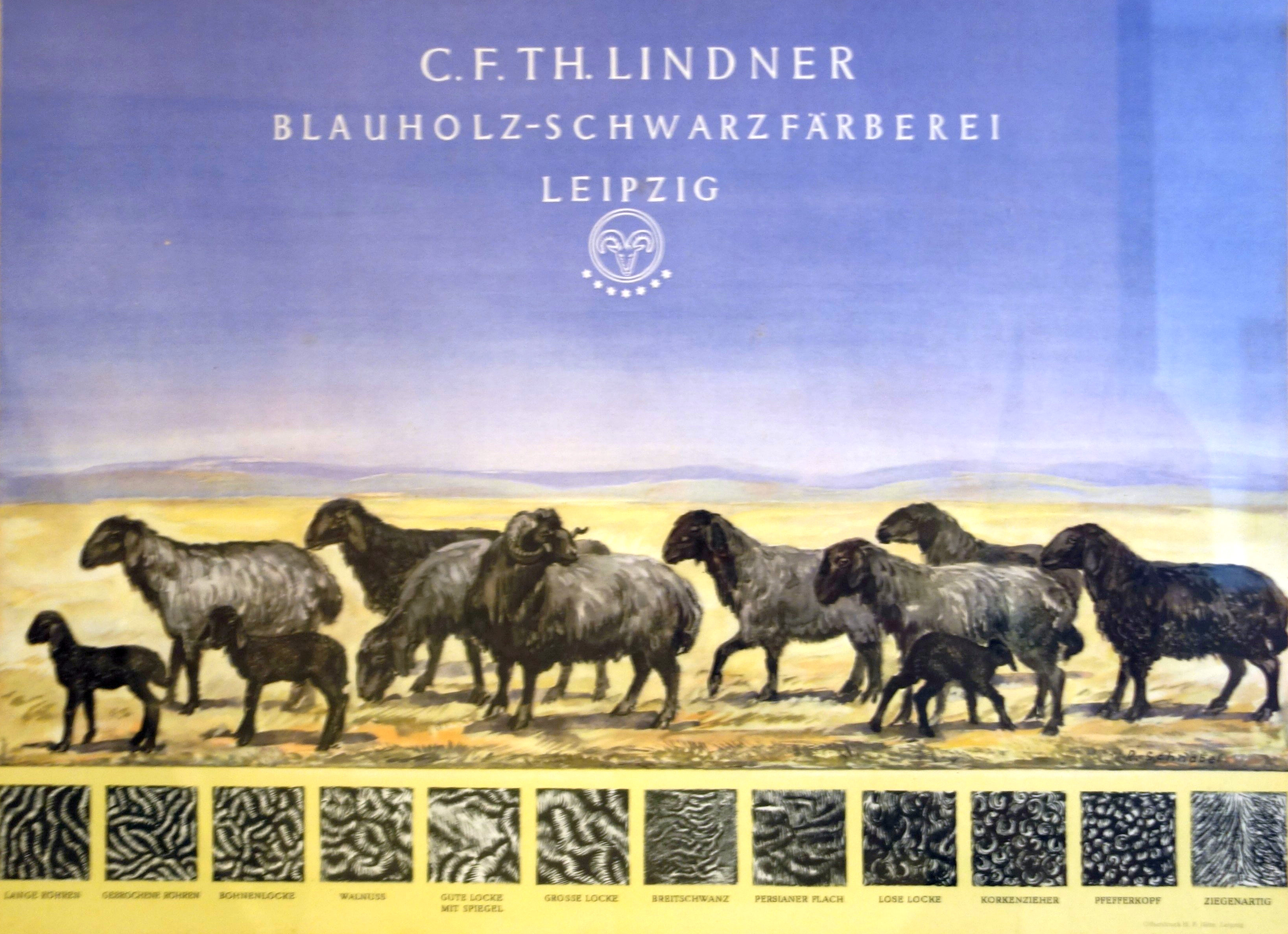
„C. F. Th. Lindner. Blauholz-Schwarzfärberei Leipzig“. Karakulschafe und Darstellung der Lockentypen.

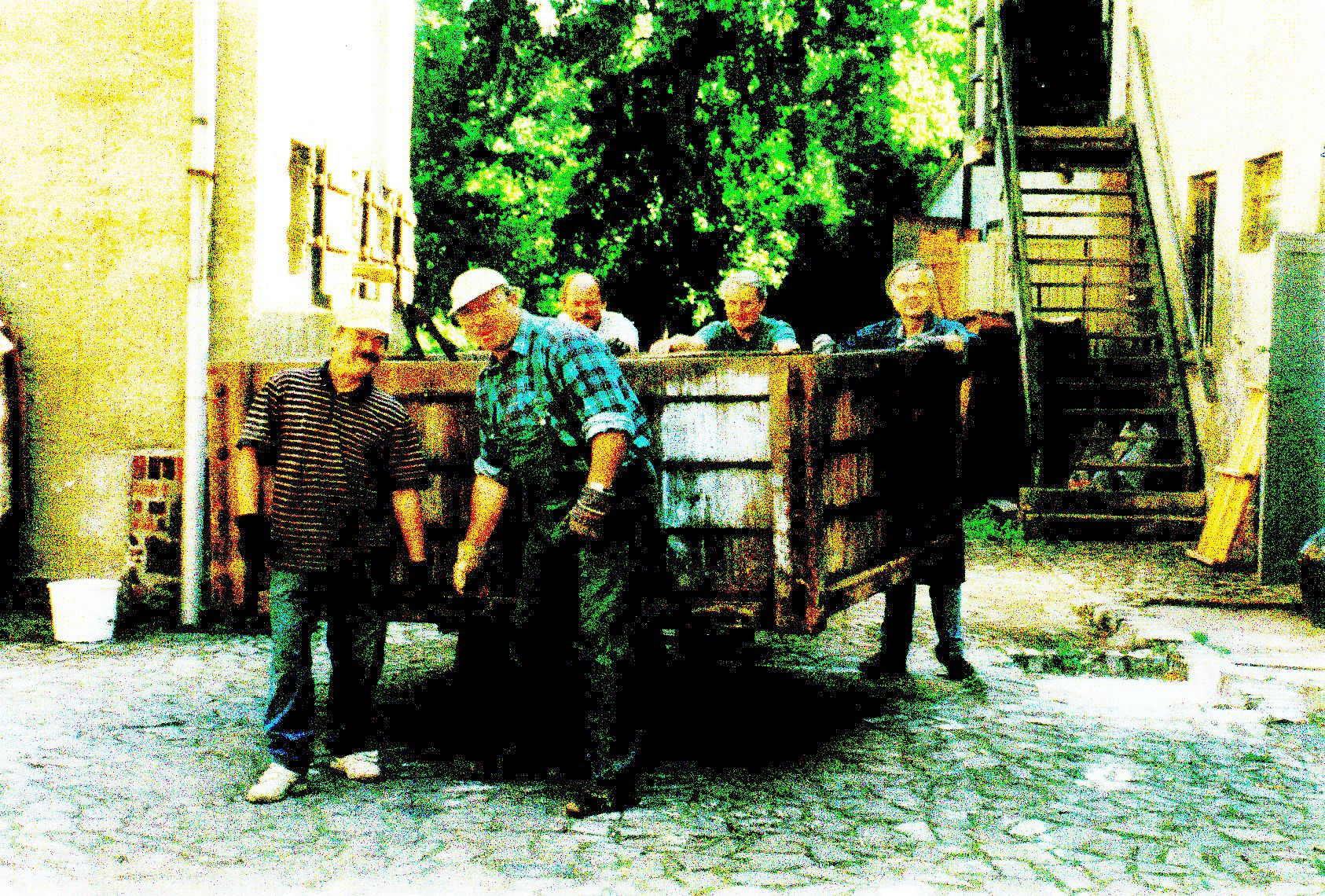
Eine der alten Fellwenden wird von Udo Meinelt ausgebaut und abgeholt (1990)

Im Katalog zur Internationalen Pelzfach-Ausstellung (IPA) des Jahres 1930 wurden inzwischen drei in der Pelzbranche tätige, sächsische Unternehmen Lindner aufgeführt, von denen zwei Betriebe auf der IPA Muster von zubereiteten und gefärbten Fellen zeigten:
- Lindner & Co. GmbH, Rötha, Rauchwaren-Zurichterei und Färberei, „Spezialität: Schmaschen und Lammfelle auf Nutria-Imitation“
- C. F. Th. Lindner G.m.b.H., Schwarz-Färberei, Leipzig und Rötha
- Richard Lindner, Rauchwaren-Zurichterei und Färberei, Bunt- und Modefarben, Wahren und Leipzig, Nikolaistraße 18.[5]

### Unternehmensgründung
Im April 1883 gründete Carl Friedrich Theodor Lindner eine Rauchwaren-Zurichterei und -Färberei im leipzignahen Rötha. Im März 1885 erhielt Johannes Richard Ludwig Lindner Prokura für das Unternehmen C. F. Th. Lindner. Zur selben Zeit schied der Gründer, Carl Friedrich Theodor Lindner, aus einem anderen Unternehmen aus, der Firma Frommhold & Lindner, dessen dadurch alleiniger Inhaber firmierte anschließend weiter als J. W. Frommhold. Eine andere Prokura, für Otto Albert Paul, erlosch im Mai 1885.

### Th. Lindner
Am 14. Oktober 1892 wurde „Th. Lindner in Rötha, Inhaber Karl<sic!> Friedrich Theodor Lindner in Leipzig“, in das Handelsregister eingetragen. Im Oktober 1892 erlosch die Prokura des Kaufmanns Paul Emil Merkel, einem Schwager von Arthur Kurt Lindner (Margarete Merkel, geborene Lindner, war eine Schwester von Curt Lindner), und die Firma Th. Lindner verschmolz mit der Firma C. F. Lindner. Paul Emil Merkel erhielt am 20. März 1905 Prokura für Th. Lindner.
Zum 25. Mai 1903 wurde ein Patent durch Th. Lindner & Co. in Nauen angemeldet, für eine Schutzvorrichtung für landwirtschaftliche Maschinen, besonders Dreschmaschinen. Am 26. Juni 1937 ist im Reichsanzeiger veröffentlicht, dass die Gesellschaft Th. Lindner & Co. in Nauen aufgelöst und die Firma erloschen ist.

### Richard Lindner
Im Jahr 1912 zeigt eine Anzeige der Firma Richard Lindner, Rauchwaren-, Fell- und Produktenhandlung, Dampf-Rauchwaren-Zurichterei und Färberei, den Fabrikkomplex in Wahren. Lager, Kontor und Annahmestelle befanden sich jedoch im Pelzzentrum, Brühl 25. Im Adressbuch desselben Jahres ist ein Kürschner Richard Lindner in Leipzig auf der Gohliser Straße 1 verzeichnet.
Im Jahr 1914, zu Beginn des Ersten Weltkrieges, bot sich das Unternehmen Rich. Lindner, Leipzig, Brühl 25I in einer amerikanischen Fachzeitschrift als Pelzfärber für Schwarz und alle Fantasiefarben an, mit der Spezialität Zobelfarbe auf Fehrücken- und Fehwammenfutter, „amerikanischer Farbstoff“.
Eine im November 1939 in Kraft getretene Verordnung ermöglichte den Betroffenen, die durch Auswirkungen des Krieges zahlungsunfähig geworden waren, die Eröffnung eines sogenannten „Kriegsausgleichsverfahrens“ zu beantragen. Paragraph 9 der Verordnung schloss allerdings Juden von einer derartigen Antragstellung aus. Am 2. Januar 1943 veröffentlichte die Zeitschrift „Der Rauchwarenmarkt“: „Das Kriegsausgleichsverfahren über das Vermögen der offenen Handelsgesellschaft in Firma Richard Lindner, Rauchwarenzurichterei und -Färberei in Leipzig C 1, Nikolaistraße 18, persönlich haftende Gesellschafter: Kaufmann Alfred Farl in Leipzig N 22, Magdeburger Straße 27, und Kaufmann Otto Günther in Leipzig N 26, Rittergutsstraße 23, wird hiermit aufgehoben, nachdem der Ausgleichsverwalter angezeigt hat, daß die Schuldnerin den Termin vom 10. Juli 1940 angenommen und am 23. April 1940 bestätigten Ausgleich erfüllt hat.“
Gleichzeitig, am 2. Januar 1943, wurde mitgeteilt: „Richard Lindner, Rauchwarenzurichterei und -Färberei, Nikolaistraße 18. Die KG ist aufgelöst. Die persönlich haftenden Gesellschafter Paul Alfred Farl und Ferdinand Otto Günther sowie 2 Kommanditistinnen sind ausgeschieden. Kaufmann und Rauchwarenhändler Kurt Heise in Leipzig ist Inhaber. Der Übergang der im Betrieb des Geschäfts entstandenen Verbindlichkeiten ist beim Erwerbe des Geschäfts durch Kurt Heise ausgeschlossen. Einzelprokura erhielt: Johanna led. Wagner, Leipzig. Die Firma ist zufolge Verschmelzung mit der Firma Kurt Heise geändert und lautet jetzt: Richard Lindner/Kurt Heise.“' Unter diesem Doppelnamen inserierte die Firma anschließend in der Zeitung „Der Rauchwarenmarkt“ in der Rubrik „Leipziger Commissionäre“. Die Firma C. F. Th. Lindner, Leipzig und Rötha, war weiterhin ebenfalls mit einem Inserat als Pelzveredlungsbetrieb vertreten.

### C. F. Th. Lindner
Die Leipziger Geschäftsadresse der 1920 als Zweigniederlassung bezeichneten Firma C. F. Th. Lindner in Leipzig im Jahr 1912 war Brühl Nr. 22, im Jahr 1922 Brühl Nr. 46–48.
Im September 1912 wurde veröffentlicht: „Die Firma C. F. Th. Lindner in Leipzig: Carl Friedrich Theodor Lindner ist als Inhaber – infolge Ablebens – ausgeschieden. Gesellschafter sind Margarete verehel. Merkel, geb. Lindner, in Böhlen, der minderjährige Kaufmann Walter Georg Max Lindner in Rötha, der Diplomingenieur Arthur Curt Lindner daselbst und der Kaufmann Paul Emil Merkel in Böhlen. Die Gesellschaft ist am 1. November 1911 errichtet worden. Die Prokura des letzteren ist erloschen. Die beiden zuerst Genannten sind von der Vertretung der Gesellschaft ausgeschlossen. Das Handelsgeschäft wird als Zweigniederlassung des nach Rötha verlegten Hauptgeschäfts fortgeführt.“ Zum Jahresbeginn 1920 wurde eingetragen, dass Margarete verehel. Merkel als Gesellschafterin aus der Zweigniederlassung in Leipzig als Gesellschafterin ausgeschieden ist.
Im Februar 1927 wurde beim Amtsgericht für C. F. Th. Lindner aus Rötha ein Färbemuster in das Musterregister eingetragen: „1 Fellmuster mit gefärbten halben Grotzen (herstellbar in wagerechter, senkrechter, spitzer, bogenförmiger und beliebig schräger Anordnung) versiegelt, Flächenmuster“, mit einer Schutzfrist von drei Jahren.
Fehschweife, die Schwänze von Eichhörnchenfellen, waren längere Zeit ein wichtiger Handelsartikel, die von Schweifdrehern vor der Weiterverwendung zusätzlich aufgewertet wurden. Am 11. März 1898 erfolgte für C. F. Th. Lindner, Brühl 65 der Eintrag für einen Gebrauchsschutz für einen „Fehschweif mit nicht brechendem Kern“. Noch 1912 wurden in einer Anzeige „Fehschweife in allen Farben“ innerhalb einer langen Aufzählung der Leistungen der Firma besonders hervorgehoben. Neue Veredlungen, vor allem für preiswerte Fellarten, wurden für den zunehmenden Pelzabsatz in den „Goldenen Zwanziger Jahre“ mit dem schnelleren Modewandel immer wichtiger und durch neuentwickelte Farbstoffe und Maschinen möglich. Im März 1923 wurde für C. F. Th. Lindner in Rötha in das Musterregister eingetragen: „3 Fellmuster mit modernen Schereffekten, Fabriknummer 112, gelockte Buenos-Aires-Schmache mit an der Oberfläche aufgerauhten und gebügelten Langhaarstreifen in beliebiger Richtung, Breite und Abstand mit tiefausgeschorenen Zwischenfeldern, wodurch der natürliche Moirégrund an diesen Stellen sichtbar wird […]“ 1935 meldete C. F. Th. Lindner, dass man ein neues Verfahren zur dauerhaften Erzeugung von Moiré auf glatthaarigen Fellen entwickelt habe.
Nach der PS-Leistung entfielen 1925 von den im Landesmaßstab registrierten Dampfmaschinen der Pelzbranche 95 Prozent auf den Leipziger Raum. Der Briefkopf eines 1929 versandten Schreibens besagte noch: „Richard Lindner, Dampf Rauchwaren-Färberei und Zurichterei, Rauchwarenhandlung, Leipzig, Brühl 46-48“. In den Anzeigen dieser Zeit firmierte das Unternehmen bereits ohne diesen Hinweis unter der Marke L.A.P.S. nur als „Rauchwaren-Zurichterei - Färberei - Handel“, in Leipzig-Schönau.
Der bisher insbesondere Lammfell verarbeitende Betrieb verlegte sich seit den Kriegsjahren zusätzlich auf die Veredlung des preiswerten Artikels Kaninfell, das in großer Menge zu schwarzen Kanin (Sealkanin, Skunkskanin) und braunem Kanin (Biberette) veredelt wurde. In dieser Zeit (1918) wurde der Kulturfilm „Schlummernde Werte“ in den Räumen der Fabrik gedreht, welcher dem Laien die Arbeitsweise einer Rauchwarenfärberei und Zurichterei verständlich machen sollte.
Für das Schwarzfärben hatte sich die Firma C. F. Th. Lindner in den 1920er Jahren längst einen internationalen Ruf erworben. Hauptsächlich waren ihre Produkte die edleren Lammfellsorten, die mit Blauholzfarben gefärbt wurden, wie Persianer, Breitschwanz, Astrachan, Schiras, sowie türkische und indische Salzfelle, rumänische Bessaraber, aber auch chinesische Tibetlämmer, Slinkfelle und Kidfelle, die chinesische Ware vorverarbeitet zu Tafeln und Kreuzen. Für die sonstigen schwarz zu färbenden Fellarten, wie Füchse, Fohlen- und Kalbfelle, Kanin, afrikanische Zickel usw. verwendete man inzwischen neben den alten Farbrezepten Anilin-Oxydations-Farben, „mit deren Hilfe die vollkommensten trag- und lichtechten Ausfärbungen erzielt“ wurden. Die Firma rühmte sich, dass sie während der Inflationszeit (1914–1918) als erste Färberei Zickelfelle mit den neuen Ursolfarben gefärbt und damit „den neuen preiswerten Artikel Kid“ geschaffen hat. Für die Abwässer unterhielt man mindestens seit 1922 eine eigene Kläranlage. Um 1930 gehörte das Unternehmen zu den fünf Pelzveredlungsunternehmen im Leipziger Raum, die gleichzeitig einen Handel mit eigener Ware betrieben.
1938 wurde die OHG C. F. Th. Lindner von Rötha nach Leipzig verlegt, aus der bisherigen Zweigniederlassung wurde durch Umgründung die Hauptniederlassung. Persönlich haftende Gesellschafter waren Arthur Kurt Lindner in Großdeuben und der Kaufmann Paul Emil Merkel in Böhlen.

## Nach dem Zweiten Weltkrieg
Im Jahr 1950, dem zweiten Jahr nach Gründung der DDR und der Zeit der Verstaatlichung privater Unternehmen, führen die Fachverzeichnisse noch folgende Unternehmen unter dem Namen Lindner auf:
- C. F. Th. Lindner, Zurichterei und Färberei, Leipzig, Nikolaistraße 35–37, sowie Rötha 406

Im Jahr 1951 wurde Paul Merkel (* 1877 in Leipzig), Mitinhaber von C. F. Th. Lindner, seiner 50-jährigen Betriebszugehörigkeit wegen gewürdigt. Seine Jugend hatte er in der allernächsten Umgebung des Brühl verbracht. Nach seiner kaufmännischen Ausbildung  war er in die zu dieser Zeit noch bestehende Firma Lindner eingetreten. Er gilt als einer der Väter des sogenannten „Grünen Tarifs“ der Veredlerpreisliste, die zum Teil zu der Zeit noch gültig war. Nach dem Krieg war er Vorsitzender des Rauchwarenfachausschusses bei der Industrie- und Handelskammer Leipzig und war am Zustandekommen der Preisanordnung Nr. 162 der damaligen Veredler-Preisregelung maßgebend beteiligt. Abschließend hieß es: „Insbesondere aber hat er in Gemeinschaft mit seinem Sozius für die Leistungsfähigkeit der Firma Lindner und die Erhaltung ihres Rufs gewirkt“.
- H. C. Lindner, Leipzig, Hohe Straße 49
- M. Max Lindner (Rauchwarenhändler), Leipzig, Katharinenstraße 17 (1937: Brühl 68, Aufgang B)
- Richard Lindner – Kurt Heise, Leipzig, Nikolaistraße 18, Annahmestellen für Zurichtereien und Färbereien.[34][35]

Während die meisten Rauchwarenhändler des jetzt in der Sowjetischen Besatzungszone befindlichen Leipziger Brühls nach Westdeutschland umzogen, vor allem in das neu entstehende Pelzviertel der Frankfurter Niddastraße, war das für die Pelzveredler mit ihren zum großen Teil immobilen Einrichtungen kaum möglich, nur einige Unternehmen gründeten sich verstreut neu in der Bundesrepublik.
Zumindest ein Teil der Lindner'schen Betriebseinrichtung ging in Zeiten der DDR an den Leipziger Rauchwarenzurichtermeister Harry Bader über. Im April 1990 erwarb der Kürschnermeister Udo Meinelt von Harry Bader das gesamte, im Hinterhaus der Gemeindeamtsstraße 7–9 befindliche Inventar und übernahm dessen Verträge, einschließlich des Mietvertrags.

## Das Werksgebäude C. F. Th. Lindner in Leipzig-Wahren

Werksgebäude C. F. Th. Lindner in Leipzig-Wahren
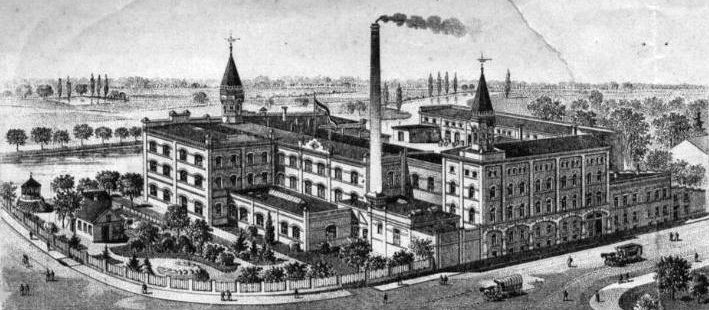
Ab 1935 Baumberger & Co., ab 1972 VEB Tachometerwellenwerk (vor 1930)
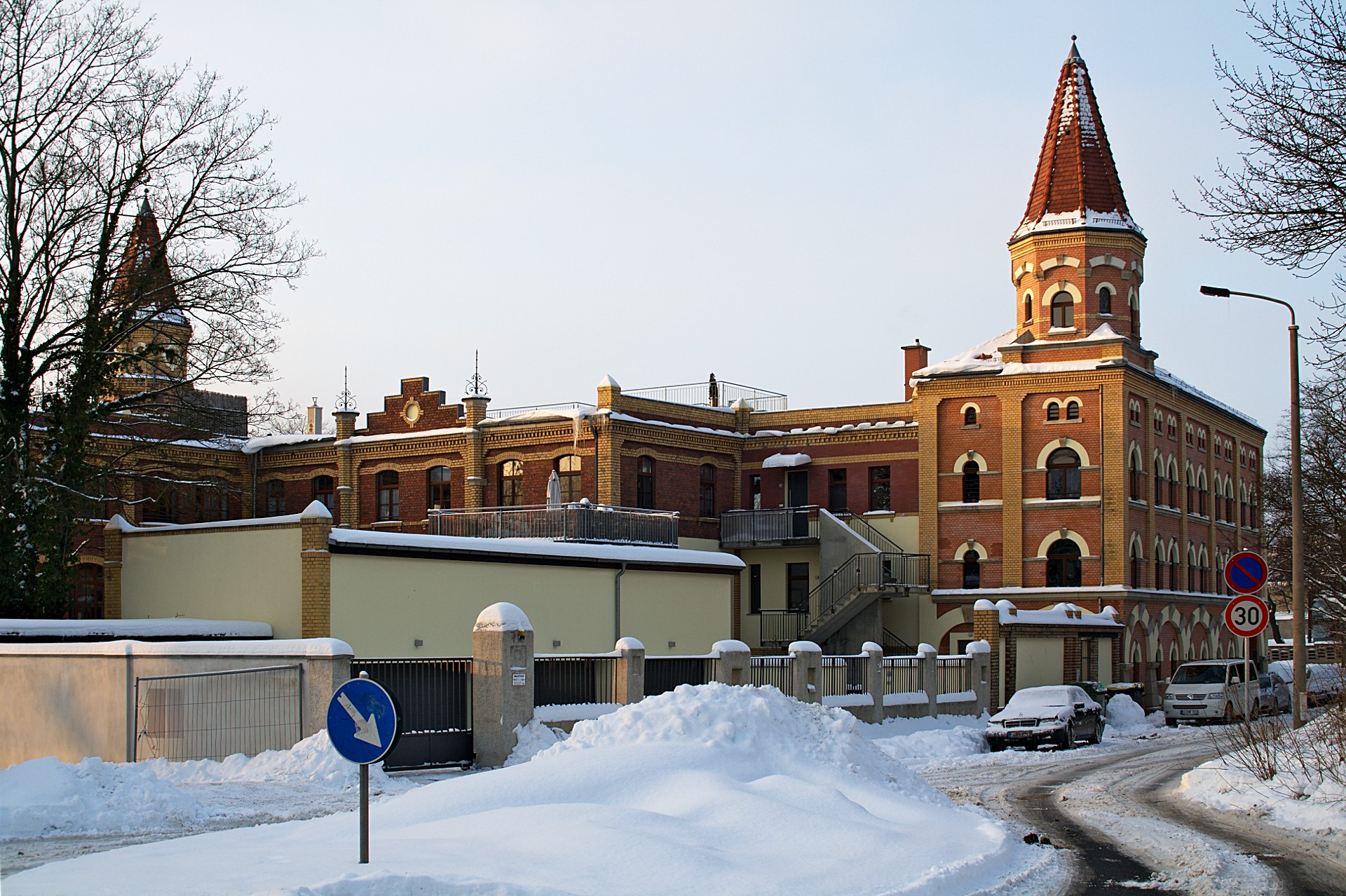
(2010)

Das noch heute bestehende Gebäude in der Claußbruchstraße Nr. 5–7 in Leipzig-Wahren wurde in der Zeit von 1893 bis 1902 als Produktionsstätte für den Fabrikanten Richard Lindner erbaut. Das Firmengelände liegt in offener Blockrandbebauung direkt an dem Fluss Elster in unmittelbarer Nähe der Gnadenkirche, der Kirche des Ortsteils Wahren. Das Gebäude wurde von den Architekten Polster & Höhne, im Baustil des Historismus und der Moderne, zwischen 1893 und 1902 errichtet. Markant sind die beiden Türme auf einem L–förmigen Grundriss.
Der Grundriss zeigt einen dreiflügeligen, unregelmäßigen Baukörper um einen trapezförmigen Hof. Der Bau ist zwei- und dreigeschossig, teilweise auf einem hohen Sockelgeschoss. Das Straßengebäude mit Mezzaningeschoss hat eine Klinkerfassade und Rundbogenfenster, eine rundbogige Durchfahrt und ein Rundbogenmotiv im Erdgeschoss, Pfeilergliederung und einen polygonalen Dachturm mit spitzem Helm. Das Nebengebäude, ebenfalls mit Klinkerfassade, verfügt über Segmentbogenfenster, Treppengiebel, einen Mittelrisalit und ein kräftiges Gesims, die Überdachungen sind flache Satteldächer.
Das Unternehmen des Richard Lindner war wohl höchstens bis 1939 im Gebäude beheimatet, da in diesem Jahr die Firma Baumberger & Co in die Fabrikhallen einzog. Dieser, im Jahr 1935 gegründete Betrieb hatte sich anfangs noch auf Maschinen für die Rauchwarenindustrie spezialisiert, wenig später kam die Produktion von Stahlfedern hinzu. Nach 1945 wurden hier statt Federn und Maschinen Gebrauchsgegenstände hergestellt, wie neben vielem anderem, Tiegel, Feuerhaken, Tabletts, Zigarettenetuis. Die Anlagen wurden von den Sowjets nicht demontiert, sondern deren Militärbehörde forderte, dass der Betrieb Tachometerwellen entwickeln und produzieren soll. Sie gab zudem bestimmte militärische Gegenstände in Auftrag, wie beispielsweise Gewehrstäbe, Ölpinselbüchsen und technische Federn. Daraus ging der in Zeiten der DDR bestehende Betrieb VEB Tachometerwellen hervor. 1952 begann die Tachometerwellen-Fertigung für die Fahrzeugindustrie der DDR; 1958 wurde die Firma halbstaatlich und konnte sich weiterentwickeln. Noch 1955 wurden auch weiter Geräte und Maschinen für das Pelzgewerbe angeboten. 1972 erfolgte die endgültige Verstaatlichung und Weiterführung als VEB Tachometerwellen- und Maschinenbau Leipzig. 1989, mit Ende der DDR, wurde der Maschinenbau eingestellt.
Im Jahr 1993 wurde das Unternehmen reprivatisiert. 1998 erfolgte die Gründung der Taflexa – Biegsame Wellen GmbH als Fortführung der VEB Taflexa und letztliche Weiterführung des Familienunternehmens. Das Produktionsprogramm umfasste biegsame Wellen, Seil- und Bowdenzüge und Druck-Zug-Betätigungen in Einzel- und Kleinserienfertigung. Im Jahr 2007 zog das Unternehmen an einen neuen Produktionsstandort in Leipzig um.
Im Jahr 2002 erfolgte ein grundsätzlicher Umbau und eine Änderung der Nutzung des Häuserblocks. In dem durch Hansa Real Estate unter den Architekten von Hohmuth & Partner sanierten und umgestalteten, denkmalgeschützten Gebäude der ehemaligen Rauchwarenzurichterei Richard Lindner sind inzwischen exklusive Wohnungen untergebracht. Die Denkmalimmobilie wird noch heute, der letzten Nutzung entsprechend, als „Wellenwerk IV“ oder „Wellenwerk am Auensee“ bezeichnet.

## Pelz-Zurichterei und Kürschnerei C. J. Lindner, Stockholm

Carl Julius Lindner, Stockholm (1882)
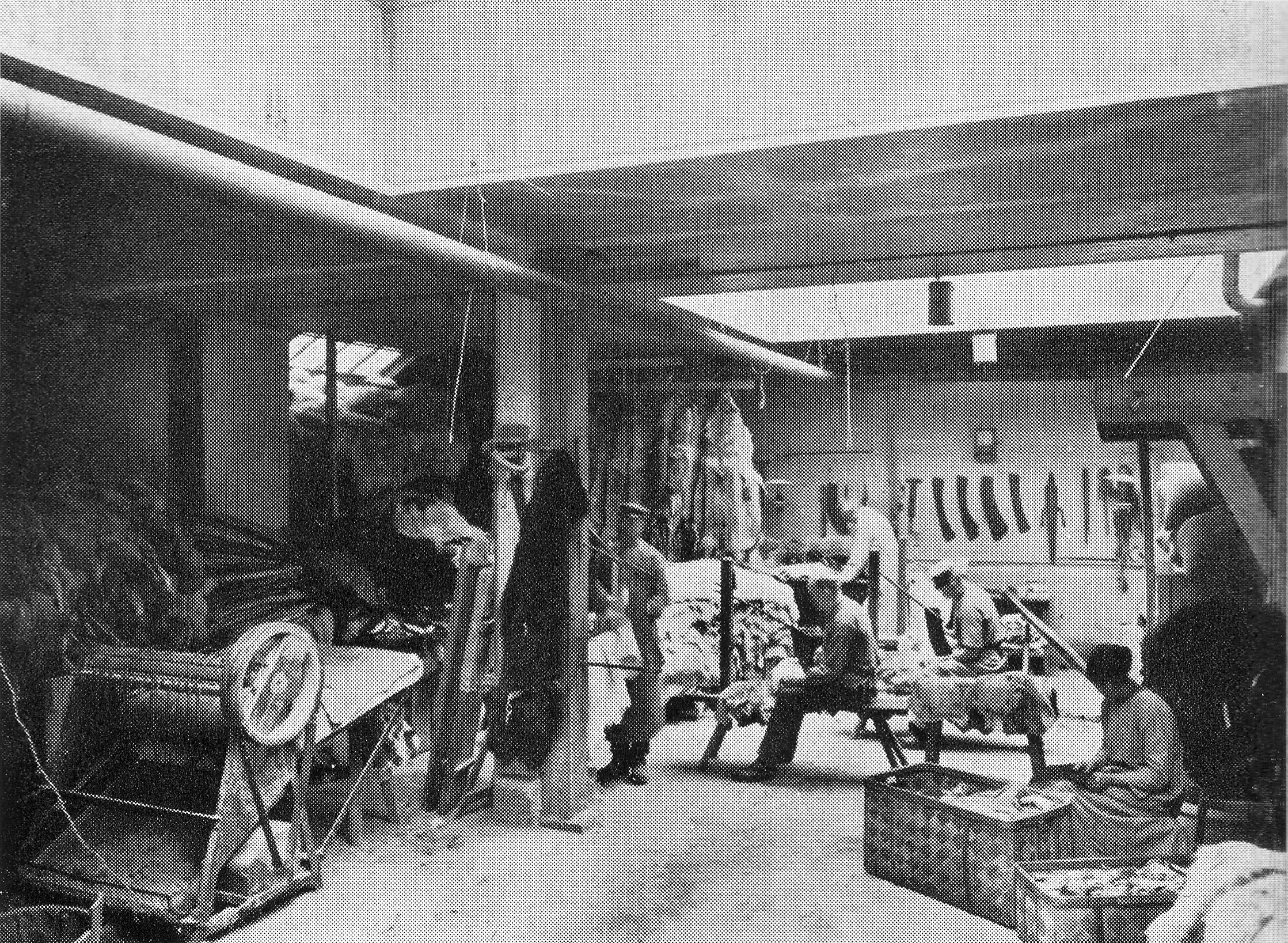
Zurichterei
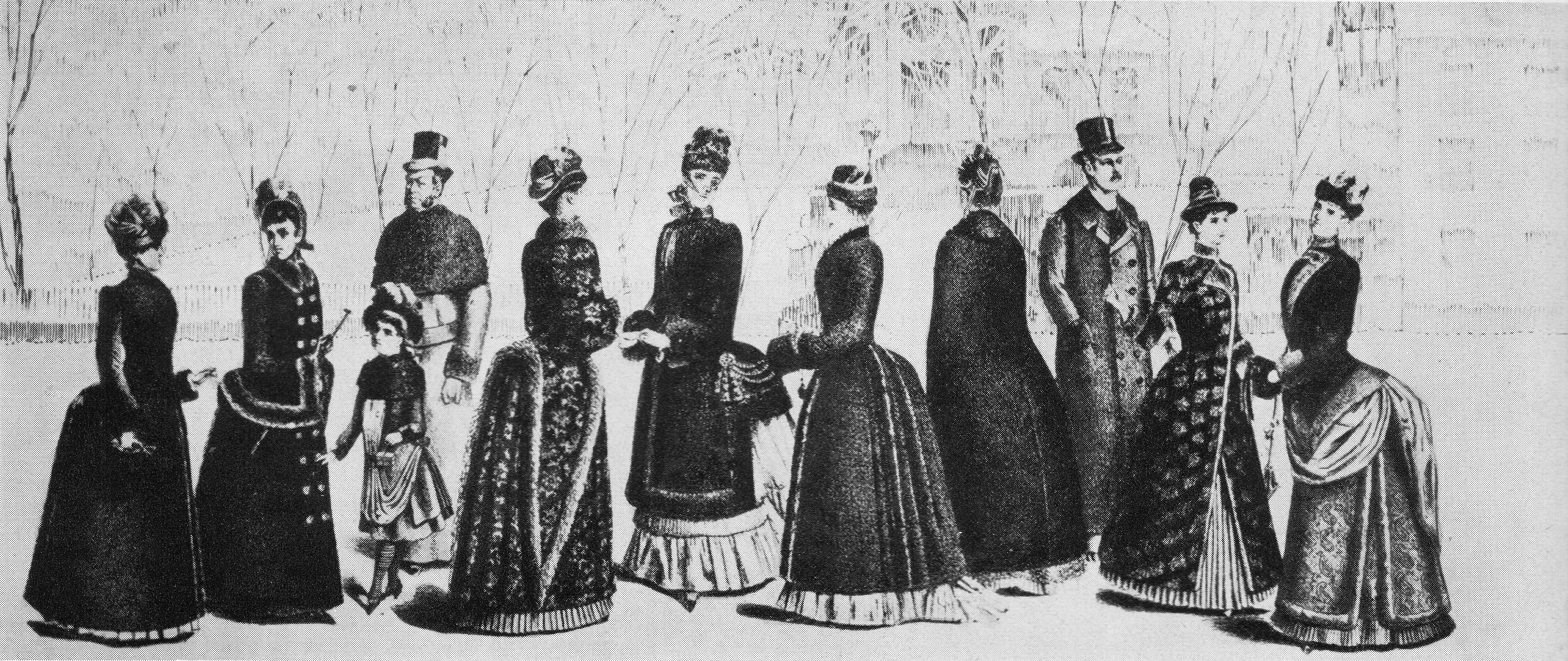
Pelzkollektion C. J. Lindner

Der ebenfalls im Landkreis Leipzig geborene Kürschner Carl Julius Lindner (* 21. September 1854; † 13. Dezember 1910) war in den 1870er Jahren nach Stockholm gekommen. Bereits ein Jahr bevor Richard Lindner in Rötha seinen Betrieb gründete, eröffnete Carl Julius Lindner am 8. November 1882 in Stockholm eine für die damalige Zeit moderne Pelzzurichterei (Pelzgerberei). Ob und welche wahrscheinlichen verwandtschaftlichen Verhältnisse zum Leipziger Pelzveredler Richard Lindner bestanden, scheint nicht veröffentlicht zu sein.
Das Unternehmen beschäftigte sich vor allem mit der Zurichtung von aus Nordamerika importierten Bisamfellen und, wie Richard Lindner, mit der Veredlung von Lammfellen, die zu Pelzfuttern weiterverarbeitet und an Kürschner und andere Detaillisten geliefert wurden. Im Jahr 1890 eröffnete er zusätzlich ein Detailgeschäft, das bald außerordentlich bekannt wurde. 1909 kam das im Jahr 1962 noch vorhandene Hauptgeschäft im zentralen Teil Stockholms hinzu. Der Sohn Wilhelm Lindner ging, nach Lehrjahren im elterlichen Betrieb, Ausbildung in Leipzig und Paris zu den IG-Farben-Werken nach Ludwigshafen, um die chemischen Verfahren der Zurichtung und der Färbung kennenzulernen. Ein Jahr volontierte er bei Theodor Thorer in Leipzig. 1901 starb Julius Lindner und Wilhelm übernahm die Leitung des Unternehmens. Die Zurichterei wurde geschlossen und das Engros- und Detailgeschäft erweitert.
- 1912 ist die Aktiengesellschaft C J Lindners Pelzvaruindustri mit der Durchführung der Verarbeitung und des Verkaufs von Pelzprodukten und anderen Artikeln auf der Stockholmer Handtverkaregatan 6 eingetragen, letzte Veröffentlichung 16. November 1910. Vorstandsmitglieder waren Wilh. Lindner, Fräulein Julia Lindner und Oscar Hedlund.

- 1920 waren im Vorstand: Kürschner Wilh. Lindner, A. Danielsson und Frau Julia Lundberg. Der Geschäftsbereich umfasste die Durchführung der Verarbeitung und den Verkauf von Pelzprodukten und anderen Artikeln der Pelzindustrie.[46]

Beim Welt-Pelz-Kongress im Juni 1930 in Leipzig wirkte ein Vertreter der Firma C. J. Lindner in der Kommission zur Ausarbeitung der Statuten des dort begründeten Internationalen Verbands der Pelzindustrien mit.
Für 1963 war die Eröffnung des „neuen Unternehmens“ geplant. Im Pelzfachverzeichnis 1972/73 ist das Unternehmen C. J. Lindners Pälsvaruindustri A-B, J. Stockholm, Birger Jarlsgatan 18 aufgeführt; im Verzeichnis 1984/85 als Lindners Pälsvaruindustri AB, Stockholm, jetzt Birger Jarlsgatan 25/27.

### Familie Carl Julius Lindner
Der Kürschner Carl Julius Lindner, findet sich in den Hauptbüchern der Deutschen St. Gertruds Gemeinde in Stockholm. In schwedischen Heiratsindices auch mit der Berufsbezeichnung Bundtmakare (schwedisch), veraltet für Buntmacher. Laut dem Kirchenarchiv der deutschen Sankt Gertruds Gemeinde kam Karl Julius Lindner am 8. Juli 1880 aus Rochsburg, Landkreis Leipzig, nach Stockholm. Seine erste Wohnanschrift war Tavastgatan Nr. 29a. Im Kirchenarchiv sind sowohl sein Geburtsdatum und -ort als auch seine Eltern angegeben. Auch Carl Julius’ Konfirmation am 5. April 1868 in Zöpen, ebenfalls im Landkreis Leipzig gelegen, ist dort vermerkt. Eltern des Carl Julius Lindner waren wahrscheinlich der Leineweber Wilhelm Benjamin Lindner und dessen Ehefrau Rosine geborene Stein, beide zuletzt wohnhaft in Liebertwolkwitz, heute zu Leipzig gehörend.
Demnach wurde Carl Julius Lindner am 21. Mai 1854 in Rochsburg in Mittelsachsen geboren. Er zog im Jahr 1880 in die Sankt Gertruds Gemeinde. Am 18. Dezember 1881 heiratete er in der Klarakirche in Stockholm die Ulrika Charlotta Österberg (3.* Juni 1847 in Lidingö, Provinz Stockholms län). Aus der Ehe entstammen die Kinder: Elsa Juliana (* 10. Juli 1882 in Stockholm), Wilhelm Julius Bernhard (* 21. November 1883 in Stockholm), Carl Gotthard (* 6. Dezember 1884 in Stockholm, † bereits 1885 ebenda), Emma Charlotta (* 4. November 1886 in Stockholm) und Anna Julia (* 9. Dezember 1887 in Stockholm). Seine Ehefrau Ulrika Charlotta starb am 13. Juli 1891. Er heiratete erneut am 27. April 1894 in Linköping Anna Caroline Nyman (* 27. August 1859 in Linköping, an anderer Stelle (* 1854; † 1910)), Studentin am Norra Realläroverket in Stockholm. Aus der zweiten Ehe entstammt der Sohn Carl Georg Benjamin (* 17. März 1895 in Stockholm; † 18. Januar 1930 in Göteborg-Johanneberg), Assistenzarzt in der Ohrenabteilung des Sahlgrenska-Krankenhauses und Feldarzt in Reserve. Seine zweite Ehefrau starb am 8. Dezember 1906. Carl Julius Lindner starb am 13. Dezember 1910 in Stockholm.